# Fridley
Fridley é uma cidade localizada no estado americano de Minnesota, no Condado de Anoka.

## Demografia
Segundo o censo americano de 2000, a sua população era de 27.449 habitantes.
Em 2006, foi estimada uma população de 26.289, um decréscimo de 1160 (-4.2%).

## Geografia
De acordo com o United States Census Bureau tem uma área de
28,2 km², dos quais 26,3 km² cobertos por terra e 1,9 km² cobertos por água.

## Localidades na vizinhança
O diagrama seguinte representa as localidades num raio de 8 km ao redor de Fridley.